# Piggvar
Piggvar (Scophthalmus maximus) är en fisk i ordningen plattfiskar, ursprungligen beskriven 1758 som tillhörande släktet Pleuronectes av Carl von Linné.

## Utbredning
Piggvaren lever i norra delen av Atlanten, Nordsjön, Östersjön och Medelhavet på 10–70 meters djup. I Sverige förekommer den såväl vid västra som östra kusten. 

## Utseende
Fiskens ögon sitter på vänstra sidan. Dess ögonsida är besatt med taggar och kägelformiga benknölar. Piggvaren är tjock och köttig och når en längd av 90 centimeter och mer. I norra Atlanten väger vuxna exemplar 4 till 5 kilogram, men på andra ställen uppgår artens vikt ibland till 12 kilogram. Överkäkens längd är större än en tredjedel av huvudet. Ryggfenan börjar på trynet och går förbi ögonen. 

## Ekologi
Piggvarens föda utgörs huvudsakligen av andra fiskar, men också blötdjur och kräftdjur.

## Piggvaren och människan
Piggvaren har en rad föråldrade dialektala namn som "botta" i Skåne och Roslagen, "butta" på Öland och "stenbotta", även det i Roslagen. I Skåne ska den ej förväxlas med "butt" som är skrubbskädda, eller Roslagens "stenpott" som även det är skrubbskädda.
Piggvaren är landskapsfisk på Gotland.
Denna fisk är mest en bifångst vid sportfiske, dock finns det ett svenskt sportfiskerekord på 9,5 kilogram.

## Tidigare klassificering
Piggvaren sägs ibland ha det latinska namnet Psetta maxima och vara den enda arten i släktet Psetta, skapat av Swainson 1839, men det släktet är inte längre accepterat.